# 1273 Helma
Az 1273 Helma (ideiglenes jelöléssel 1932 PF) a Naprendszer kisbolygóövében található aszteroida. Karl Wilhelm Reinmuth fedezte fel 1932. augusztus 8-án, Heidelbergben.